# Kengeri
Kengeri is een plaats in het district Bangalore Urban van de Indiase staat Karnataka. Het maakt deel uit van de grote agglomeratie van de stad Bangalore.

## Demografie
Volgens de Indiase volkstelling van 2001 wonen er 42.386 mensen in Kengeri, waarvan 52% mannelijk en 48% vrouwelijk is. De plaats heeft een alfabetiseringsgraad van 75%. 